# BXF
방송 교환 포맷(영어: Broadcast Exchange Format, BXF)은 SMPTE 표준 집합이 정의하는 세 가지 기본 데이터 교환 형식의 통신을 표준화한다.
1. 스케줄, 방영 정보
2. 콘텐츠 메타데이터
3. 컨텐츠 이동 방법

## 같이 보기
- 브로드캐스트 웨이브 포맷
- MXF